# قاي إتش واتكينز
قاي إتش واتكينز (بالإنجليزية: Guy H. Watkins)‏ هو محامي أمريكي، ولد في 19 مارس 1831 في تواندا في الولايات المتحدة، وتوفي في 19 يونيو 1864 في بطرسبرغ في الولايات المتحدة.